# Charlotte (North Carolina)
Charlotte ist die größte Stadt des US-Bundesstaates North Carolina und die siebzehntgrößte Stadt in den Vereinigten Staaten. 
Die Stadt befindet sich an der Grenze zu South Carolina zentral im Mecklenburg County, dessen Verwaltungssitz (County Seat) sie auch ist. Das subtropische Klima Charlottes fällt unter die Kategorie Ostseitenklima.
Das U.S. Census Bureau ermittelte bei der Volkszählung 2020 eine Einwohnerzahl von 874.579.  Damit ist Charlotte bevölkerungsreicher als Atlanta, Detroit, San Francisco, Boston oder Miami. In der Metropolregion Charlotte-Gastonia-Concord leben etwa 2.470.000 Menschen. Die auch „Queen City“ genannte Stadt entwickelte sich aufgrund ihrer geographischen Lage an der südlichen Ostküste in den letzten Jahren zu einem wichtigen Zielflughafen im Luftverkehr von und nach Europa und besitzt mit dem Flughafen Charlotte den – bezogen auf die Anzahl der Flugbewegungen weltweit – auf dem sechsten Platz liegenden Flughafen. In der Stadt hat unter anderem die University of North Carolina at Charlotte ihren Sitz. Die NBA-Profimannschaft Charlotte Hornets und das NFL-Team Carolina Panthers sind in Charlotte beheimatet.

## Geschichte

### Die ersten Jahre
Die Stadt blickt mittlerweile auf eine etwa 350 Jahre lange Geschichte zurück. Vor der ersten Besiedlung durch Auswanderer aus Europa lebten hier vor allem Sioux-Indianer des östlichen Zweiges der Sioux-Sprachfamilie vom Stamm der Catawba, wovon noch heute der gleichnamige Fluss westlich der Stadt zeugt. Anfang des 18. Jahrhunderts wurde die Gegend östlich der Blue Ridge Mountains – einem Teil der Appalachen – von Norden her von europäischen Auswanderern besiedelt. Diese meist irisch-schottischen Presbyterianer und deutsche Immigranten nutzten dafür eine in Nord-Süd-Richtung verlaufende alte Indianer-Route, die später als Great Wagon Road bekannt wurde. Charlotte selbst entstand etwa Mitte des 18. Jahrhunderts an der Kreuzung ebendieser Great Wagon Road und einem ost-west-verlaufenden indianischen Handelsweg. Beide Wege sind auch heute noch auf fast derselben Route als U.S. Route 21 (Nord-Süd) bzw. als heutige Trade Street (Ost-West) erhalten. Als einer der frühen europäischen Siedler baute Thomas Polk, ein Onkel des späteren Präsidenten James Knox Polk, 1755 an dieser Stelle seinen Wohnsitz, der schnell zu einer kleinen Siedlung heranwuchs und 1768 als Charlotte Town amtlich eingetragen wurde. Die Siedlung wie auch das County wurden nach Charlotte von Mecklenburg-Strelitz, der deutschen Gemahlin des englischen Königs Georg III., benannt. Charlotte von Mecklenburg-Strelitz wurde durch Heirat mit König Georg III. zur Königin Charlotte von Großbritannien und von Irland, sowie Kurfürstin von Braunschweig-Lüneburg und später Königin von Hannover. Charlotte hat deshalb neben einigen anderen Städten in den USA auch den Spitznamen „Queen City“. Noch heute bildet diese Kreuzung von Trade Street und Tryon Street, auch als The Square bekannt, den Mittelpunkt von Charlotte. Die Great Wagon Road wurde dagegen nach dem königlichen Gouverneur des kolonialen North Carolina, William Tryon, umbenannt.

### Die Revolution und die Unabhängigkeit
Die in der Namensgebung ausgedrückte Loyalität währte jedoch nicht lange. Schon 1775 sollen am 20. Mai 27 Bürger Charlottes die Mecklenburg Declaration of Independence – auch einfach Meck Dec genannt – unterzeichnet haben, die später in einer Kopie an Thomas Jefferson geschickt wurde und diesem in Teilen als Vorlage zur Unabhängigkeitserklärung der Vereinigten Staaten gedient haben soll. Dies kann jedoch nicht wissenschaftlich belegt werden, schon weil die Originalurkunde nicht mehr erhalten ist. 11 Tage später, am 31. Mai, entwarfen und billigten dieselben 27 Bürger Gesetze, die sogenannten Mecklenburger Beschlüsse, zur Verwaltung und Regierung der nun unabhängigen Stadt.
Während des Unabhängigkeitskriegs war Charlotte als Feldlager beider – britischer und amerikanischer Truppen – Parteien ein entscheidender Schauplatz. Aus dieser Zeit stammt auch der zweite Spitzname der Stadt: Hornets Nest. Dieser geht auf Lord General Charles Cornwallis zurück, der den Ort aufgrund zahlreicher Scharmützel zwischen seinen königlichen Truppen und den revolutionär gesinnten Einwohnern so bezeichnete. Noch heute zeugen die Namen zahlreicher Gebäude, Straßen etc. sowie das in der Stadt beheimatete NBA-Team Charlotte Hornets davon.

### Der Goldrausch
1799 brachte der 12-jährige Conrad Reed, Sohn eines Farmers und deutscher Emigranten aus Hessen, vom Fischen einen etwa 17 Pfund schweren Stein mit nach Hause, der etwa drei Jahre lang als Türstopper diente, ehe das Material von einem Juwelier als Gold identifiziert wurde. Es war der erste nachgewiesene Goldfund in den noch jungen USA und Auslöser für den Goldrausch in Nordamerika. In den Folgejahren wurden in der Region viele Goldadern entdeckt, jedoch erreichte der Goldrausch wegen der weiteren Goldfunde im Westen nie vergleichbare Ausmaße, da viele der Goldsucher dorthin abwanderten. Dennoch, die erste Goldmine der USA, die Reed Gold Mine, existierte bis 1912.

### 21. Jahrhundert
Im Juni 2020 kamen bei einer Schießerei bei einem spontanen Juneteenth-Straßenfest drei Menschen ums Leben.

## Demografie
Die Bevölkerung bestand laut dem Zensus von 2010 zu 45,1 Prozent aus Weißen und zu 35,0 Prozent aus Afroamerikanern; 5,0 Prozent waren asiatischer Herkunft. 13,1 Prozent der Bevölkerung waren Hispanics. Der Median des Einkommens je Haushalt lag 2015 bei 53.637 US-Dollar. 16,8 Prozent der Bevölkerung lebten unterhalb der Armutsgrenze.
In den letzten Jahren zählte Charlotte zu den am schnellsten wachsenden Städten der Vereinigten Staaten.
Bevölkerungsentwicklung
| Jahr | Einwohnerzahl | Jahr | Einwohnerzahl |
| ---- | ------------- | ---- | ------------- |
| 1850 | 01.065        | 1960 | 201.564       |
| 1900 | 018.091       | 1970 | 241.420       |
| 1910 | 034.014       | 1980 | 315.474       |
| 1920 | 046.338       | 1990 | 395.934       |
| 1930 | 082.675       | 2000 | 540.828       |
| 1940 | 100.899       | 2010 | 731.424       |
| 1950 | 134.042       | 2020 | 874.579       |

## Wirtschaft

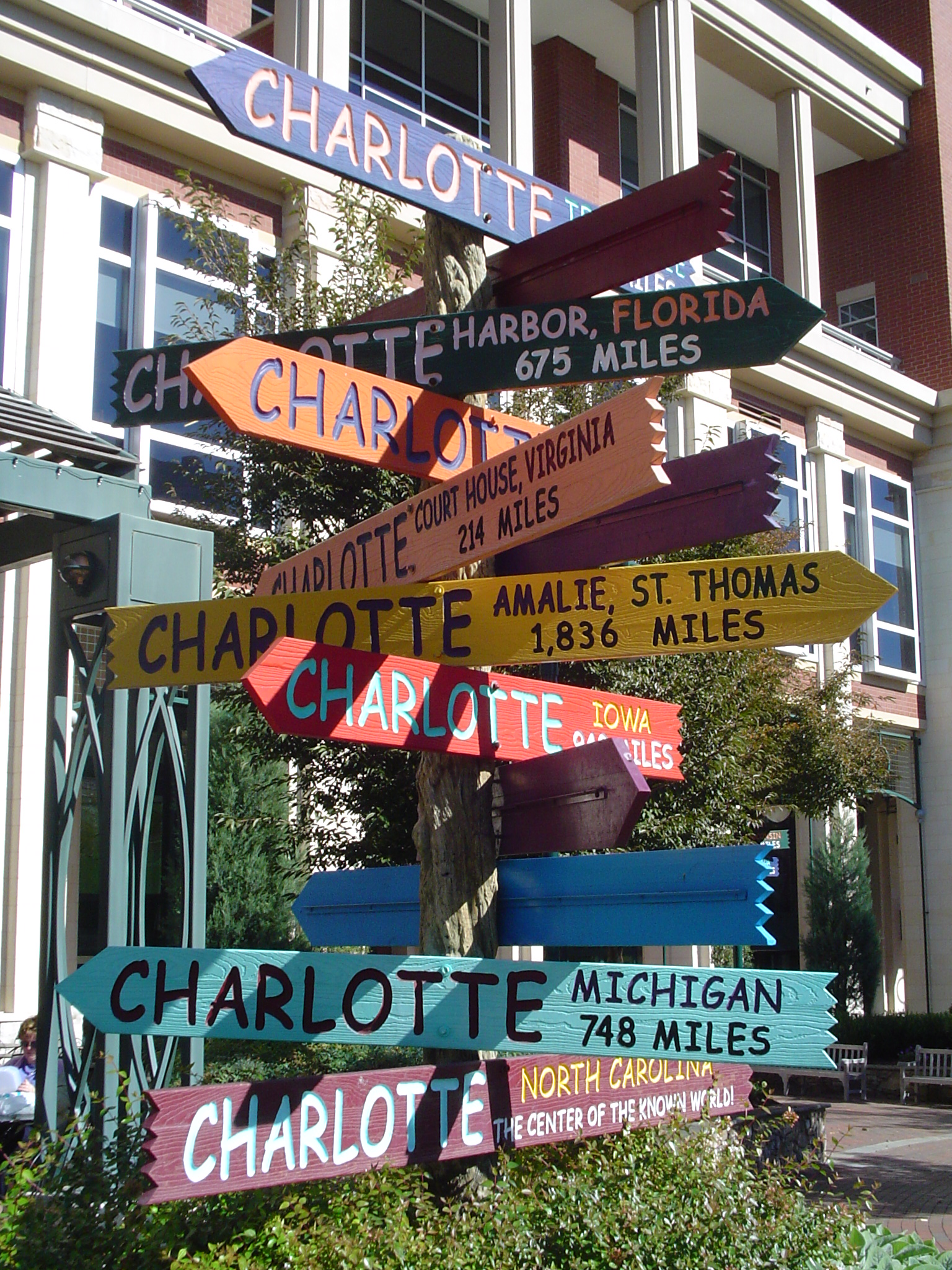
Schilderbaum mit Wegweisern und den Entfernungen in Meilen zu anderen Orten namens Charlotte (2005)

Die Metropolregion von Charlotte erbrachte 2016 eine Wirtschaftsleistung von 163,6 Milliarden US-Dollar und belegte damit Platz 21 unter den Großräumen der USA.
Charlotte gehört mittlerweile zu den größten US-Finanzzentren. In der Stadt sind viele regionale wie auch überregionale Banken und Finanzdienstleister beheimatet, so hat auch die ehemals größte Bank der USA, die Bank of America, ihren Hauptsitz hier. Von 1908 bis 2001 war Charlotte auch der Hauptsitz der First Union Bank, die nach der Übernahme Wachovias deren Namen annahm. Wachovia war zeitweise das viertgrößte Geldhaus der Vereinigten Staaten und wurde 2008 von Wells Fargo übernommen. Durch den Aufschwung im Finanzgewerbe wuchs auch die Skyline von Charlotte, die nun dank des Bank of America Corporate Center (265 m mit 60 Stockwerken) das 38. in der Rangfolge der höchsten Gebäude der Staaten beheimatet. Die Hauptsitze einiger der 500 umsatzstärksten Gesellschaften der USA befinden sich in Charlotte, unter anderem:
- Bank of America (ehemals: NationsBank) (Großbank)
- Belk Inc. (private Kaufhauskette)
- Carlisle Companies (Werkzeug & KFZ)
- Coca-Cola Consolidated (Getränkeabfüller)
- Compass Group (Lebensmitteldienstleister)
- Duke Energy (Energieerzeuger)
- Family Dollar (Discounter)
- Lowe’s (Baumarktkette)
- Nucor Steel (größter Stahlproduzent der USA)
- Royal & Sun Alliance (Versicherung)
- Sonic Automotive (KFZ Service)
- SPX Corporation (Industriedienstleister)
- UTC Aerospace Systems (ehemals: Goodrich Corporation) (Luftfahrt)
- Verbatim (Computer-Speichermedien)

Zudem ist ein Großteil der US-Motorsportszene mit Entwicklungs- und Produktionsstätten in und um Charlotte angesiedelt. Die Gilde Brauerei errichtet hier derzeit einen Brauereistandort.

## Geographie
Charlotte liegt etwa auf halbem Weg zwischen Atlanta und Washington, D.C. Die Stadt liegt nur wenige Kilometer von der Grenze zu South Carolina entfernt. Charlotte ist der Teil der Piedmont-Atlantic-Megaregion, die am schnellsten wachsende Megaregion der USA, die sich von Memphis bis nach Atlanta erstreckt. Innerhalb dieser Megaregion ist Charlotte die bevölkerungsreichste Stadt.
Charlotte wird von vielen Bächen durchzogen. Diese führen Besucher auf gut ausgebauten Fuß- und Radwegen durch einen Großteil der Stadt. Little Sugar Creek Greenway ist der bekannteste Wanderweg innerhalb der Stadt. Die Stadt verfolgt den Plan alleine diesen einen Greenway auf über 25 km auszubauen. Little Sugar Creek Greenway soll sich dann von der Innenstadt bis zur Grenze zu South Carolina erstrecken. Charlotte grenzt mit Mecklenburg County an den See Lake Norman an. Dieser ist mit einer Küstenlinie von über 800 km ein beliebter Ort für alle Arten von Wassersport.
Des Weiteren wird Charlotte von dem Fluss Catawba River durchzogen. Der 350 km lange Fluss hat seinen Ursprung in den Blue Ridge Mountains westlich von Charlotte.

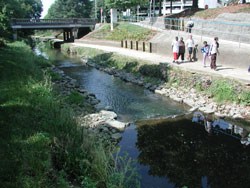
Little Sugar Creek Greenway
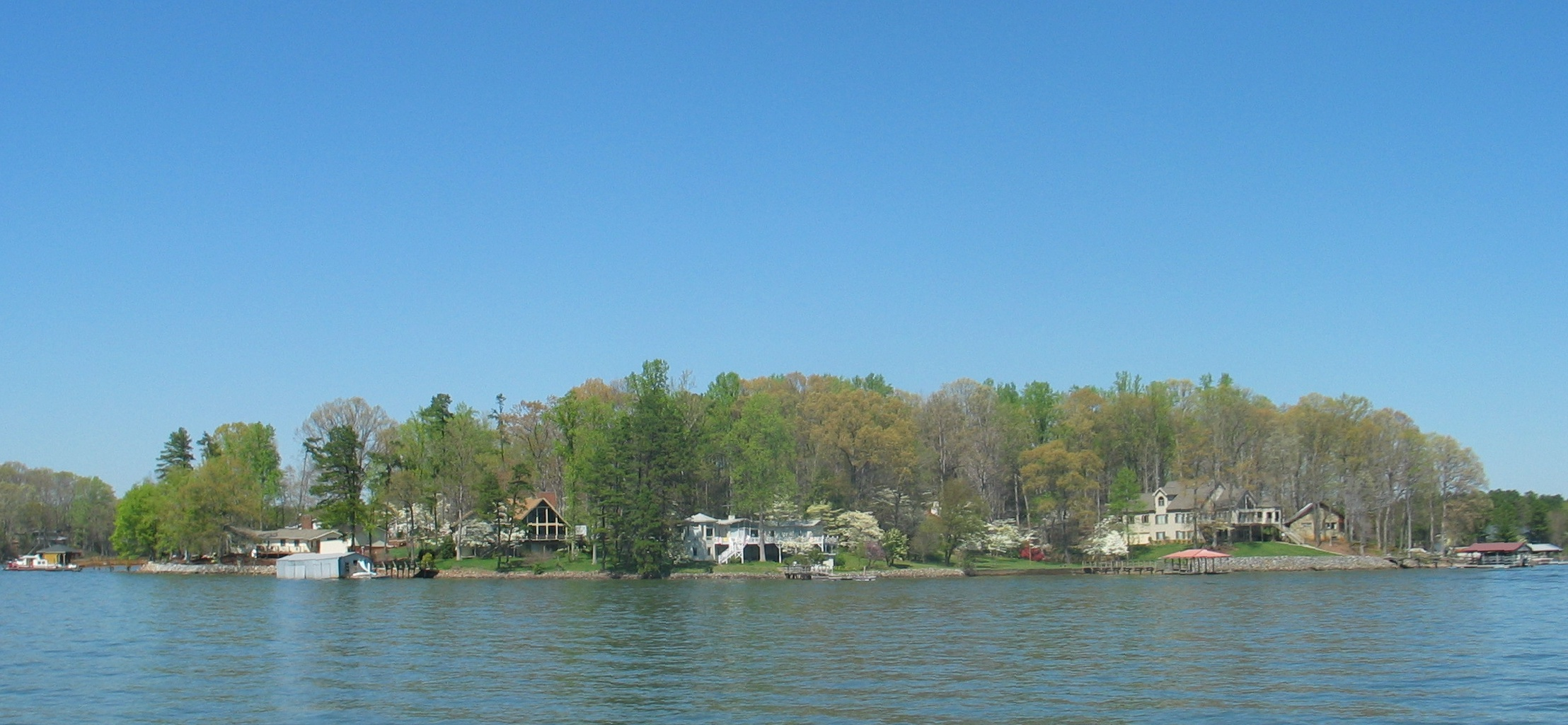
Lake Norman
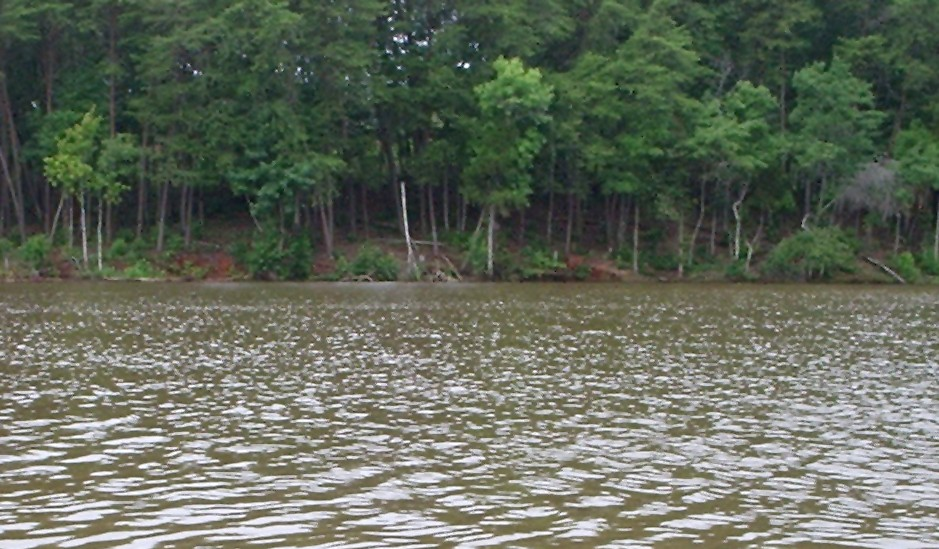
Catawba River
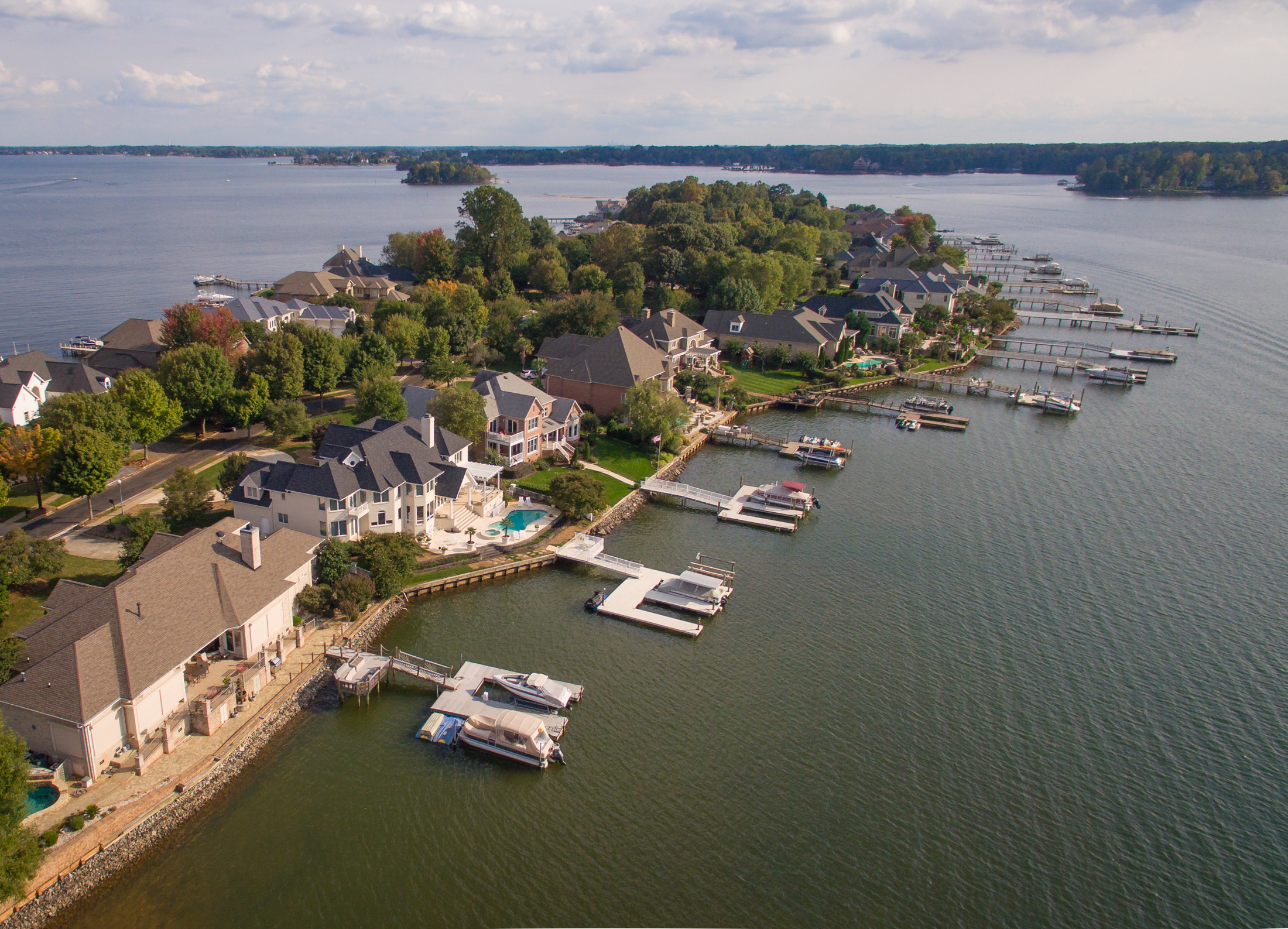
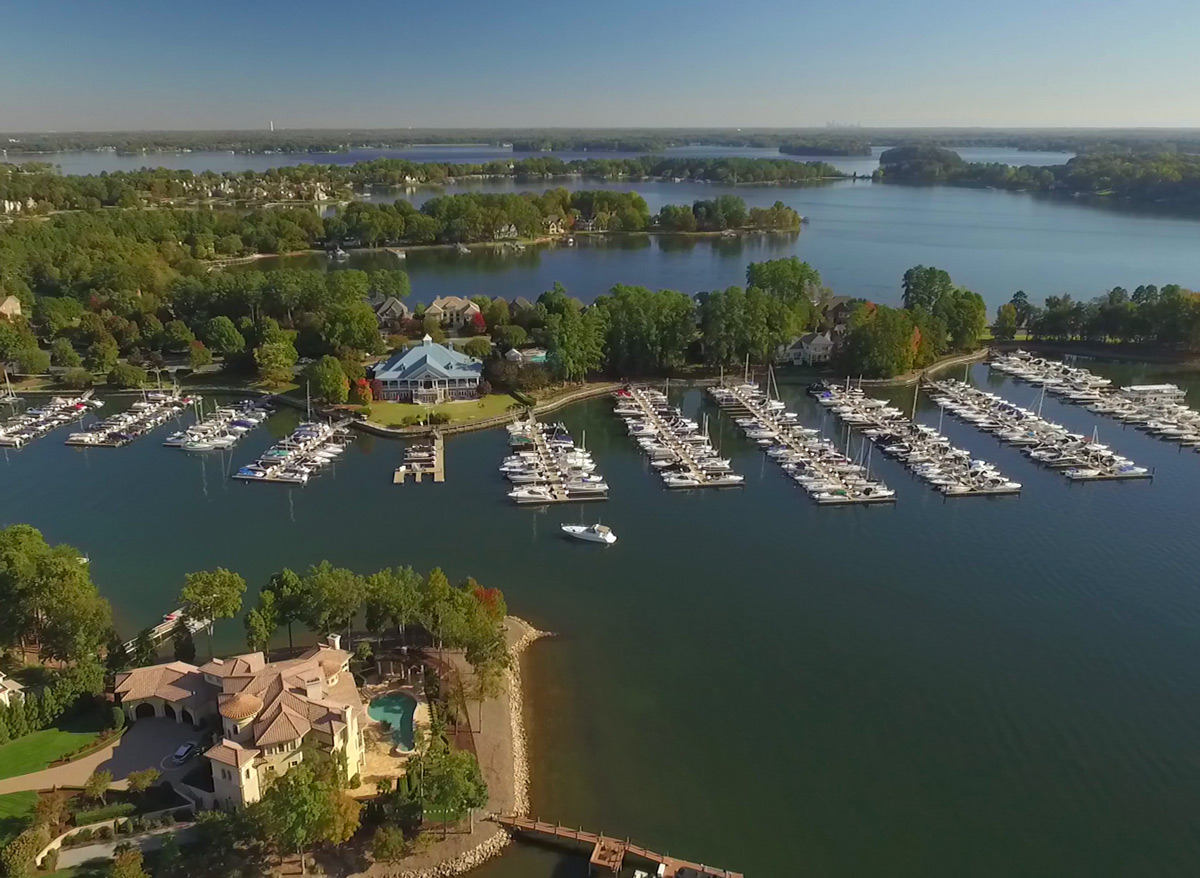

## Sport
Charlotte hat ein großes Angebot an Sportveranstaltungen und Teams in der Stadt beheimatet.

### NFL (National Football League)
Das NFL-Team Carolina Panthers, seit 1995 in der Liga, spielt im Bank of America Stadium und gewann bisher zwei NFC-Titel (2003 und 2015). Im Super Bowl XXXVIII am 1. Februar 2004 in Houston unterlag man den New England Patriots mit 32:29. Beim Super Bowl 50 am 7. Februar 2016 unterlag die Mannschaft den Denver Broncos mit 24:10. Das Team hat einen der höchsten Zuschauerschnitte der gesamten Liga. 2013 kamen im Schnitt 73.534 Besucher zu den Heimspielen der Panthers.

### NBA (National Basketball Association)
Von 1988 bis 2002 war das NBA-Team Charlotte Hornets in der Stadt angesiedelt, wurde aber nach Unstimmigkeiten zwischen den Fans und dem Eigentümer George Shinn zur Saison 2003 nach New Orleans verlegt. Zwischen 2004 und 2014 gab es mit den Charlotte Bobcats ein neues NBA-Team, welches seine Heimspiele in der Charlotte Bobcats Arena austrug. Seit 2014 sind die Charlotte Hornets unter dem alten Namen zurück in Charlotte. Michael Jordan übernahm als erster ehemaliger Profi mit den Charlotte Bobcats einen ganzen Klub für 300 Millionen Dollar. Er ist regelmäßig zu Gast bei den Heimspielen seiner Charlotte Hornets. In der WNBA, der Frauen-Basketball-Liga, spielten seit deren Gründung 1997 bis zur Auflösung im Jahr 2007 die Charlotte Sting in Charlotte.

### NASCAR (Motorsportverband)
Charlotte ist eines der Top-Motorsport-Zentren in den USA und mit dem Charlotte Motor Speedway Austragungsort mehrerer NASCAR-Rennen jede Saison. Die Rennstrecke bietet 165.000 Zuschauern Platz und ist damit eine der größten Rennstrecken im Nascar. Die Mehrheit aller NASCAR-Teams, viele Fahrer und circa 73 % aller Motorsport-Angestellten in den USA wohnen in oder im näheren Umkreis von Charlotte. Im Jahr 2010 wurde in Charlotte die NASCAR Hall of Fame eröffnet.

### Fußball, Baseball, Eishockey
Weitere Sportteams in der Stadt sind die Fußballmannschaften Charlotte FC (MLS), Charlotte Independence (USL1), Charlotte Eagles (USL2) und die Charlotte Lady Eagles WPSL, die Baseball-Mannschaft Charlotte Knights (Triple-A) und die Charlotte Checkers, Eishockeymannschaft aus der AHL und Nachwuchsteam der Florida Panthers.
Der Charlotte FC nahm als 28. MLS Franchise den Spielbetrieb zur Saison 2022 auf. Mit dem ersten Heimspiel der Vereinsgeschichte vor 74.479 Zuschauern im Bank of America Stadium stellte man den damaligen MLS-Zuschauerrekord auf. Der Spitzname des Teams lautet „The Crown“. Derzeit sind 5 offizielle Supporters Groups aktiv.

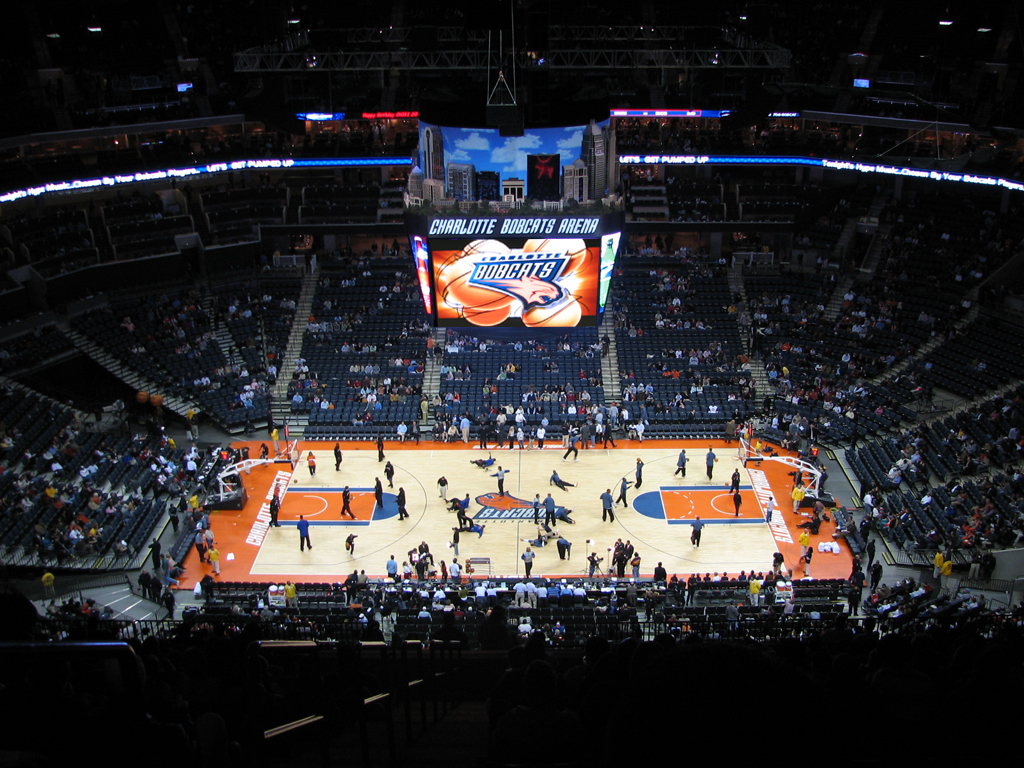
Time Warner Cable Arena
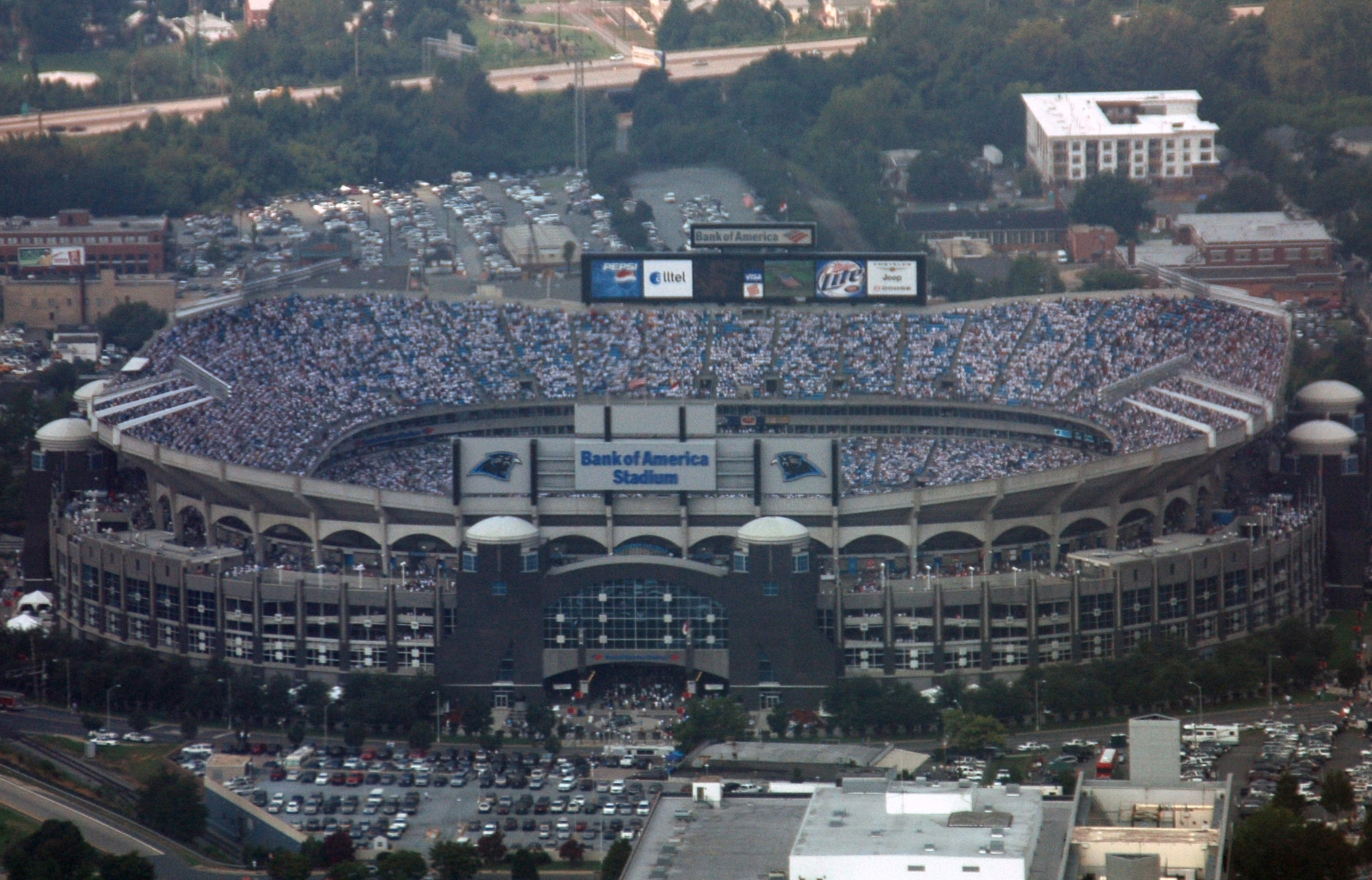
Bank of America Stadium
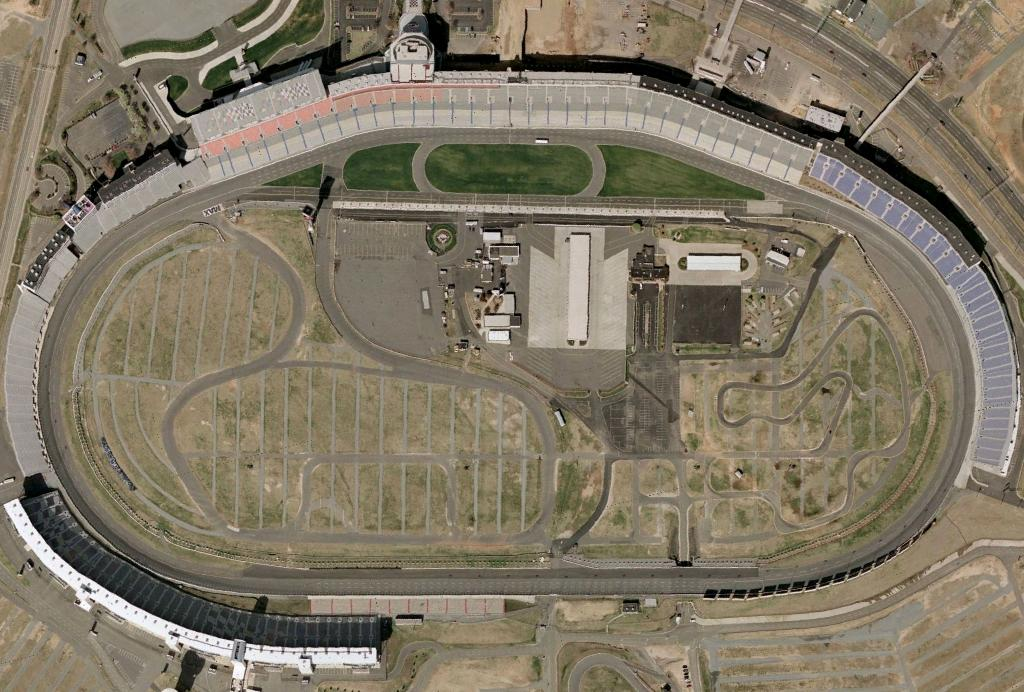
NASCAR-Rennstrecke
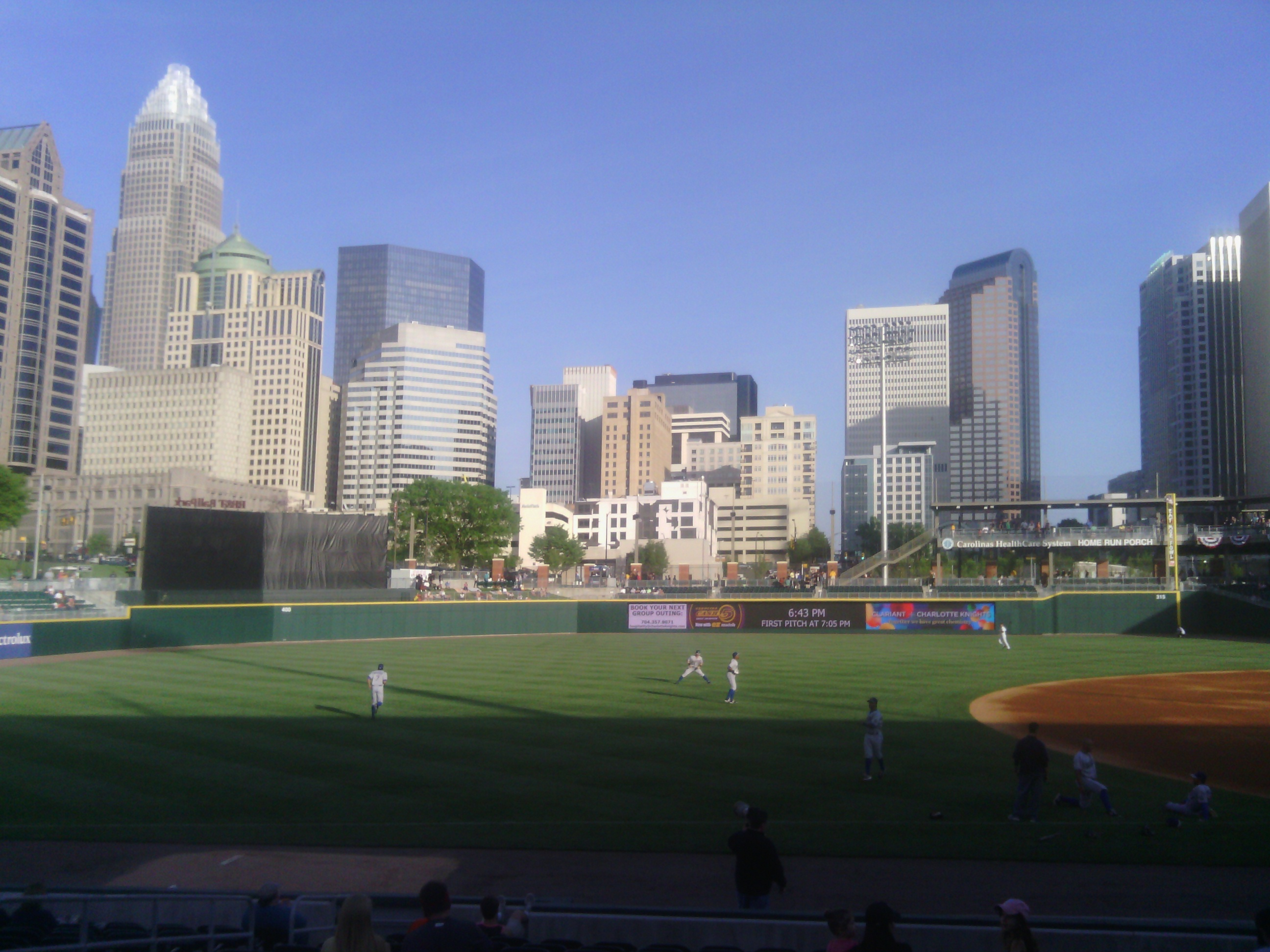
Baseball-Stadion Innenstadt

## Verkehr

### Autobahnnetz
Die Interstate 485 umringt Charlotte mit einer Länge von über 100 km.
Charlotte liegt am Autobahnkreuz Interstate 85 und Interstate 77. Interstate 77 verläuft von Norden (Cleveland in Ohio) nach Süden (Columbia in South Carolina). Interstate 85 verbindet Charlotte mit Atlanta sowie den Bundesstaaten Alabama und Virginia.

### Nahverkehr
Das Charlotte Area Transit System (CATS) betreibt ein Busnetz mit Metro-, Stadt- und Expressbuslinien nach North und South Carolina.
Von 1996 bis 2010 wurde in Charlotte eine historische Straßenbahnlinie betrieben, welche als Charlotte Trolley bezeichnet wurde.
Am 24. November 2007 wurde die erste Linie (Lynx Blue Line) der Stadtbahn Charlotte, welche als Lynx Light Rail vermarktet wird, eröffnet. Es handelt sich dabei um die erste neue Stadtbahnlinie in North Carolina. 2015 wurde eine zweite Linie (CityLynx Gold Line) in Form einer Straßenbahn eröffnet und 2021 erweitert. Das Netz soll in den nächsten Jahren weiter wachsen. Eine Verlängerung der blauen Linie in Richtung Universität ging am 16. März 2018 in Betrieb.

### Fernverkehr
Charlotte ist durch das nationale Amtrak-Streckennetz im Norden an New York, Philadelphia, Baltimore, Washington, Richmond und Raleigh sowie im Süden an Atlanta, Birmingham und New Orleans angebunden. Durch die zentrale Lage an der Mitte der Ostküste hat Charlotte mit der Kreuzung von zwei nationalen Highways (I-85 und I-77) optimale Anbindung an das Fernstraßennetz nach Norden und in den Süden.

### Flughafen
Der Charlotte Douglas Intl. Airport (IATA-Code: CLT) liegt im Westen der Stadt. Er hat eine Terminalgröße von 157.000 m² und zurzeit Non-Stop-Service zu 124 nationalen wie internationalen Zielen. Charlotte Douglas liegt auf Platz sechs der Flughäfen mit dem größten Flugbetrieb (Starts/Landungen) weltweit und rangiert beim Flugverkehr mit rund 42 Mio. Passagieren pro Jahr im US-Vergleich auf Platz 11.
American Airlines nutzt den Flughafen als einen seiner Hubs. Der Flughafen bietet folgende transatlantischen Non-Stop-Verbindungen:
- American Airlines zweimal täglich nach Frankfurt am Main, London, Paris, Rom, Madrid, Barcelona und Dublin.
- Lufthansa täglich von München

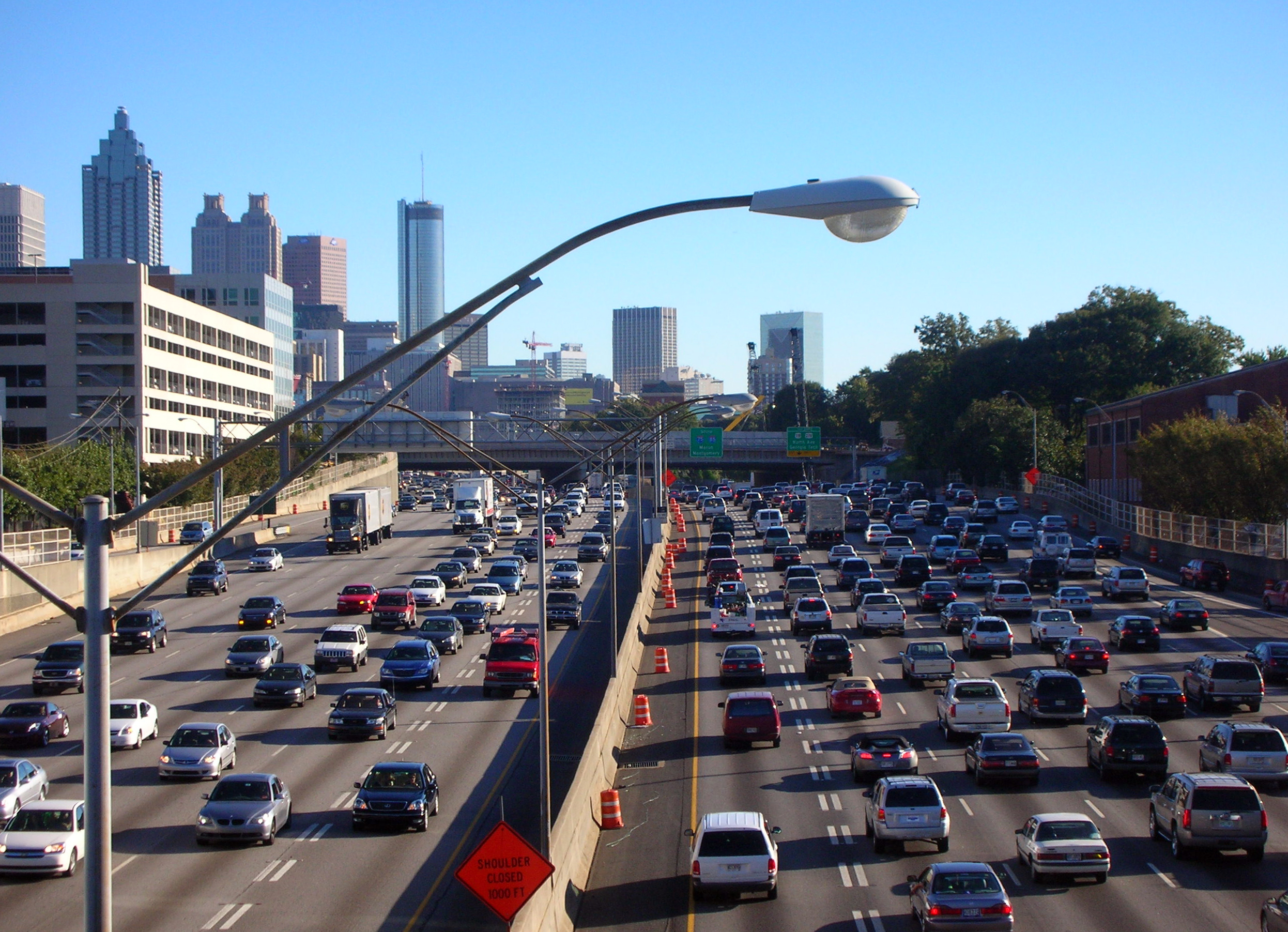
Interstate 85
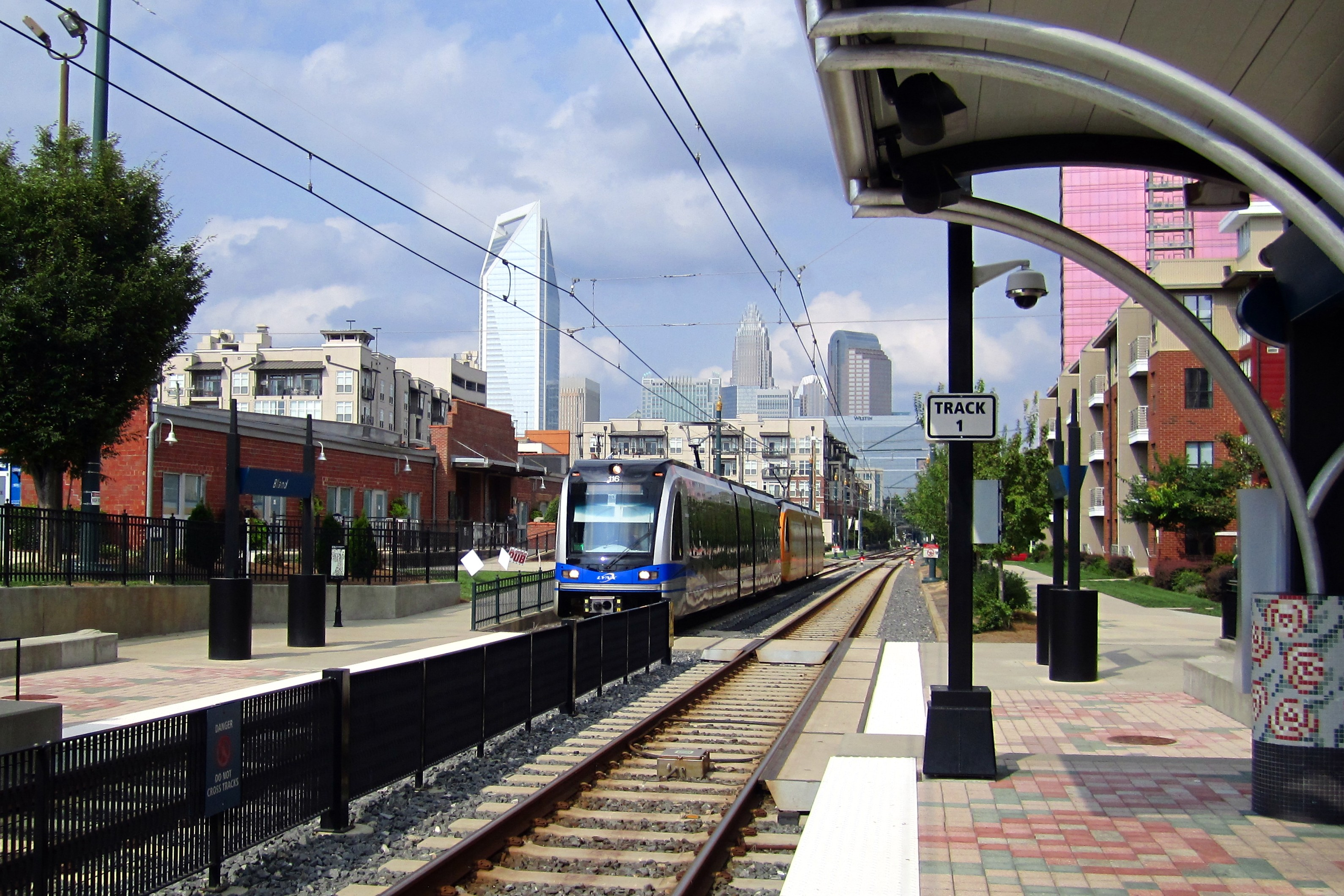
Bland Street Station in Charlottes SouthEnd
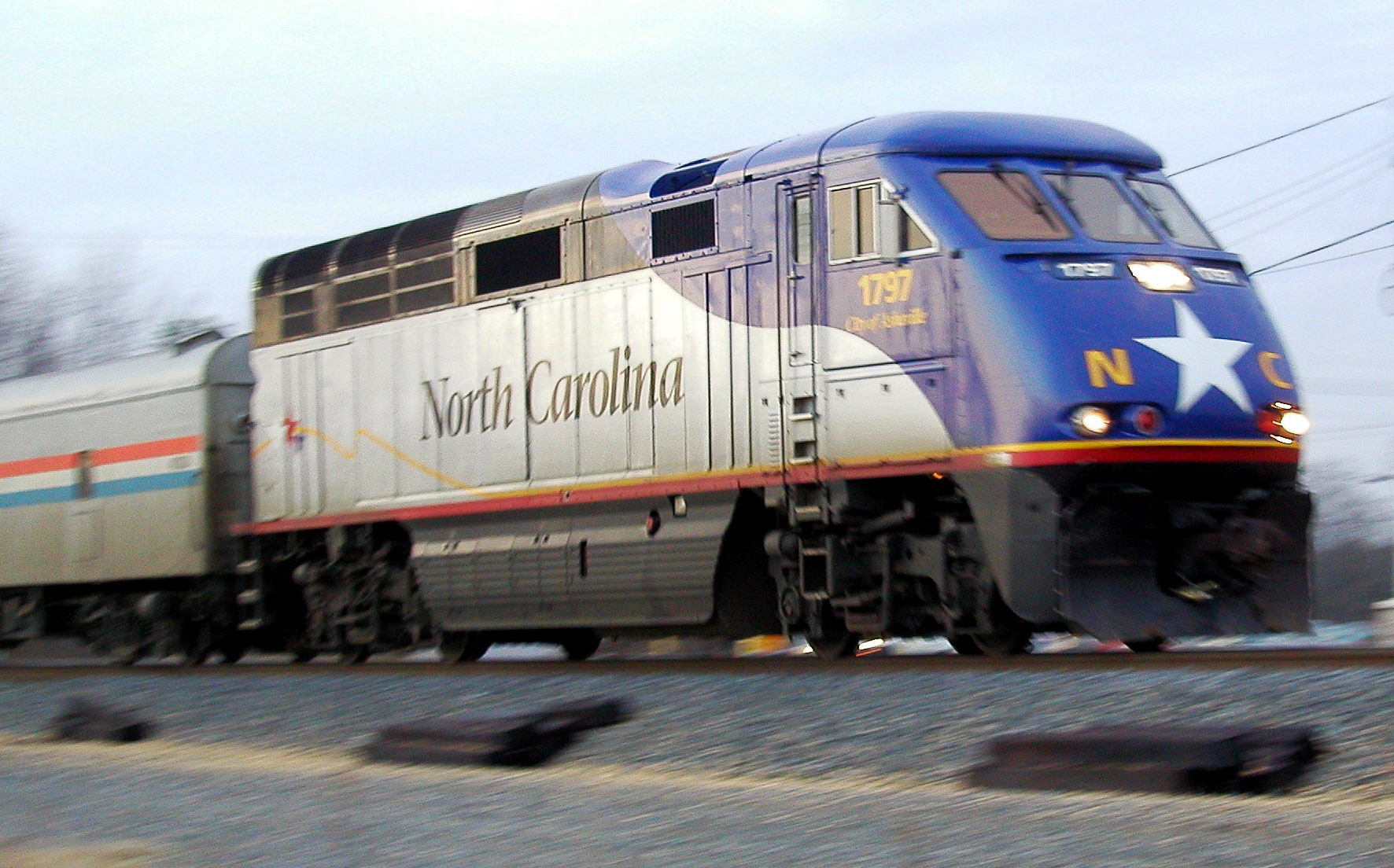
Amtrak-Zug bei Charlotte
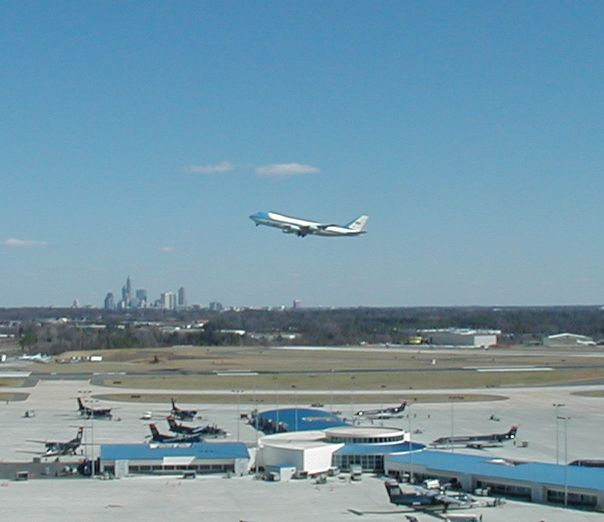
Air Force One vor Charlotte Skyline

## Sehenswürdigkeiten

### Museen
- Bechtler Museum of Modern Art
- Billy Graham Library
- Carolinas Aviation Museum
- Discovery Place Nature, ehemals Charlotte Nature Museum in Freedom Park
- Charlotte Trolley Museum in Historic South End
- Levine Museum of the New South
- Mint Museum
- NASCAR Hall of Fame
- Wells Fargo History Museum

### Theater und Veranstaltungsorte
- Actor’s Theatre of Charlotte
- Amos’ Southend Music Hall
- Charlotte Symphony Orchestra
- ImaginOn
- North Carolina Blumenthal Performing Arts Center inkl. Belk Theater
- North Carolina Music Factory
- Opera Carolina
- Theatre Charlotte
- Tremont Music Hall
- U.S. National Whitewater Center

### Gebäude
- Duke Mansion – 400 Hermitage Road, erbaut 1915 im Neu-Kolonialstil[18]
- Hezekiah-Alexander-Haus – 3500 Shamrock Drive, erbaut 1774
- Mecklenburg County Justizgebäude – E. Trade, Alexander und E. 4th St., erbaut 1925, Revolutionsarchitektur
- Bank of America Corporate Center – 100 North Tryon Street, höchstes Gebäude in North Carolina

### Queen City oder Green City?
Besuchern von Charlotte fällt als erstes die Natur innerhalb der Stadt auf. Wenige Städte können einen so großen Baumbestand aufweisen wie Charlotte. Sehr viele Straßen sind mit jahrzehntealten Eichbäumen umrahmt. Queens Road gilt deshalb als eine Sehenswürdigkeit an sich mit einer einzigartigen Anordnung von Bäumen entlang einer der prächtigsten Straßen im gesamten Süd-Osten der USA.

### Filmindustrie
Charlotte war und ist ein beliebter Ort für die US-Filmindustrie. Serien wie Homeland und Sleepy Hollow sowie Blockbuster wie The Hunger Games wurden und werden in Charlotte gedreht.

### Barbecue und lokales Bier
Wie in anderen Orten in North Carolina spielt Barbecue eine besondere Rolle in der lokalen Gastronomie. Gerade das aus North Carolina stammende „Lexington Style Barbecue“ hat viele Vertreter in Charlotte. Es gibt sehr viele weit über die Grenzen von Charlotte hinaus bekannte BBQ-Restaurants, die in landesweiten BBQ-Wettbewerben ausgezeichnet worden sind.
In den letzten Jahren sind viele neue sogenannte Mikrobrauereien entstanden. Diese Brauereien legen besonderen Wert auf kleine Chargen mit besonderem Geschmack und lokalen oder regionalen Zutaten. Viele große Supermarktketten führen daher in den lokalen Niederlassungen neben den großen Biermarken auch Biere aus lokaler Herstellung.

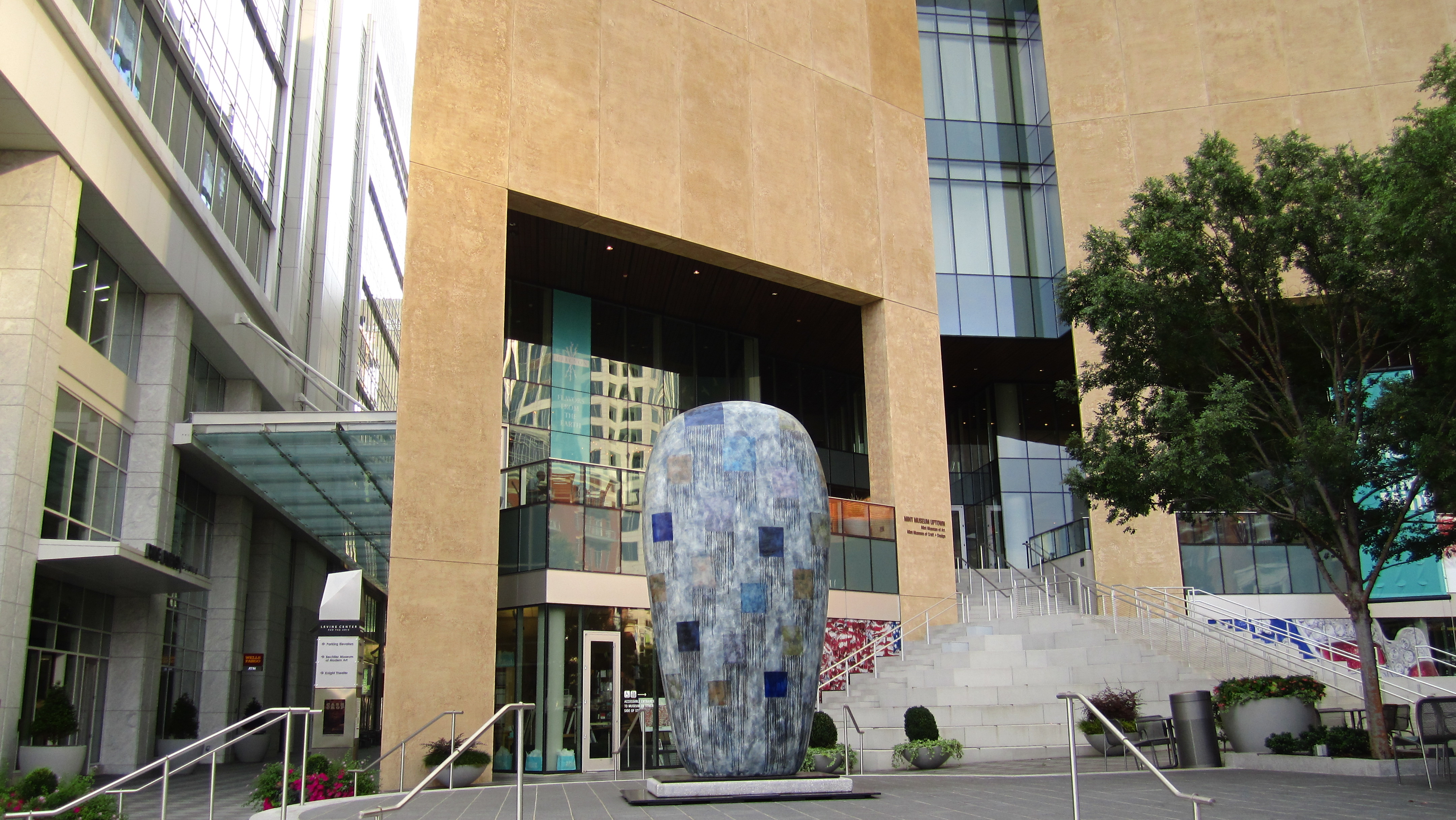
Mint-Museum in der Innenstadt
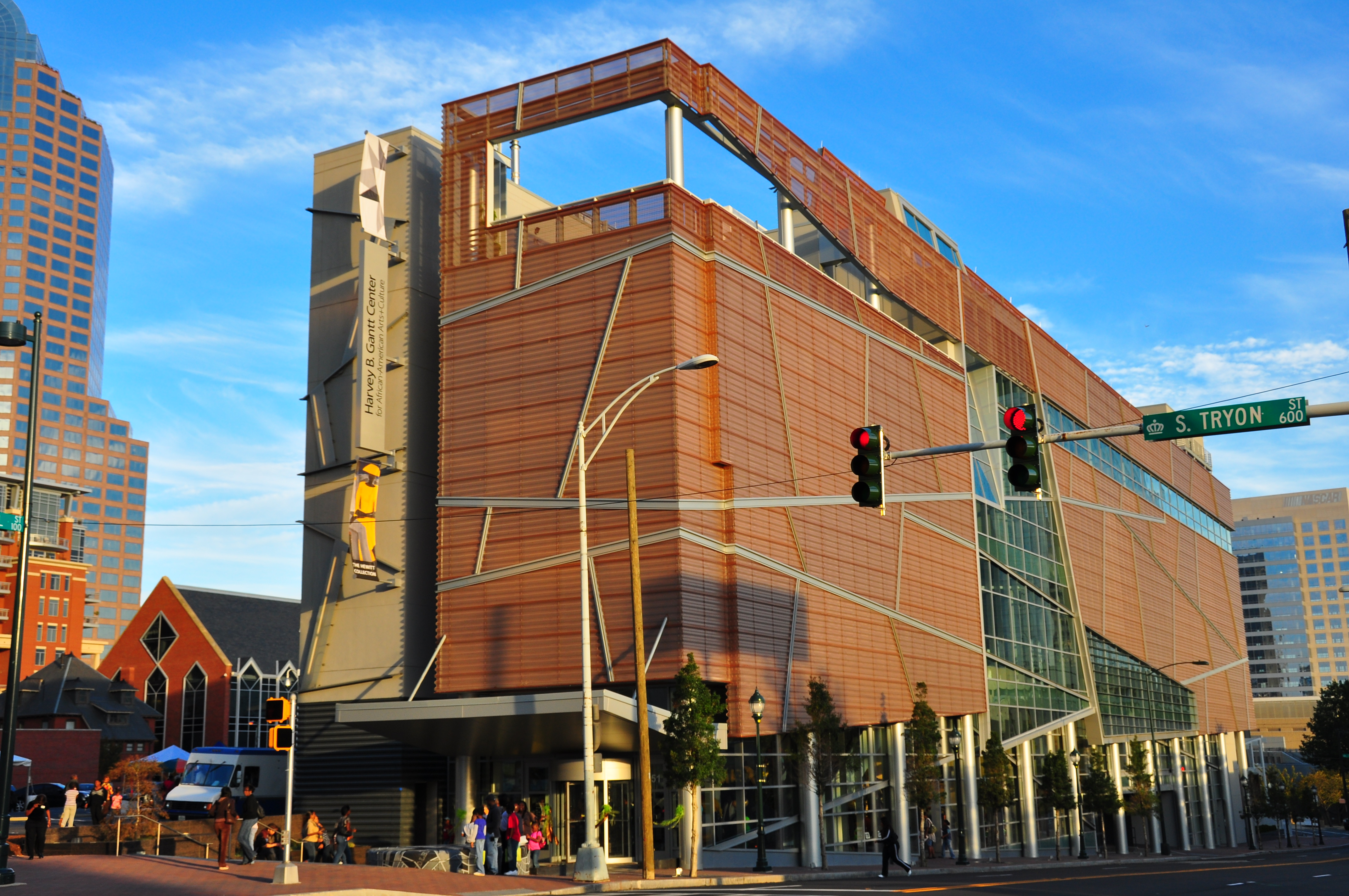
Harvey B. Gantt Center für African American Arts + Culture
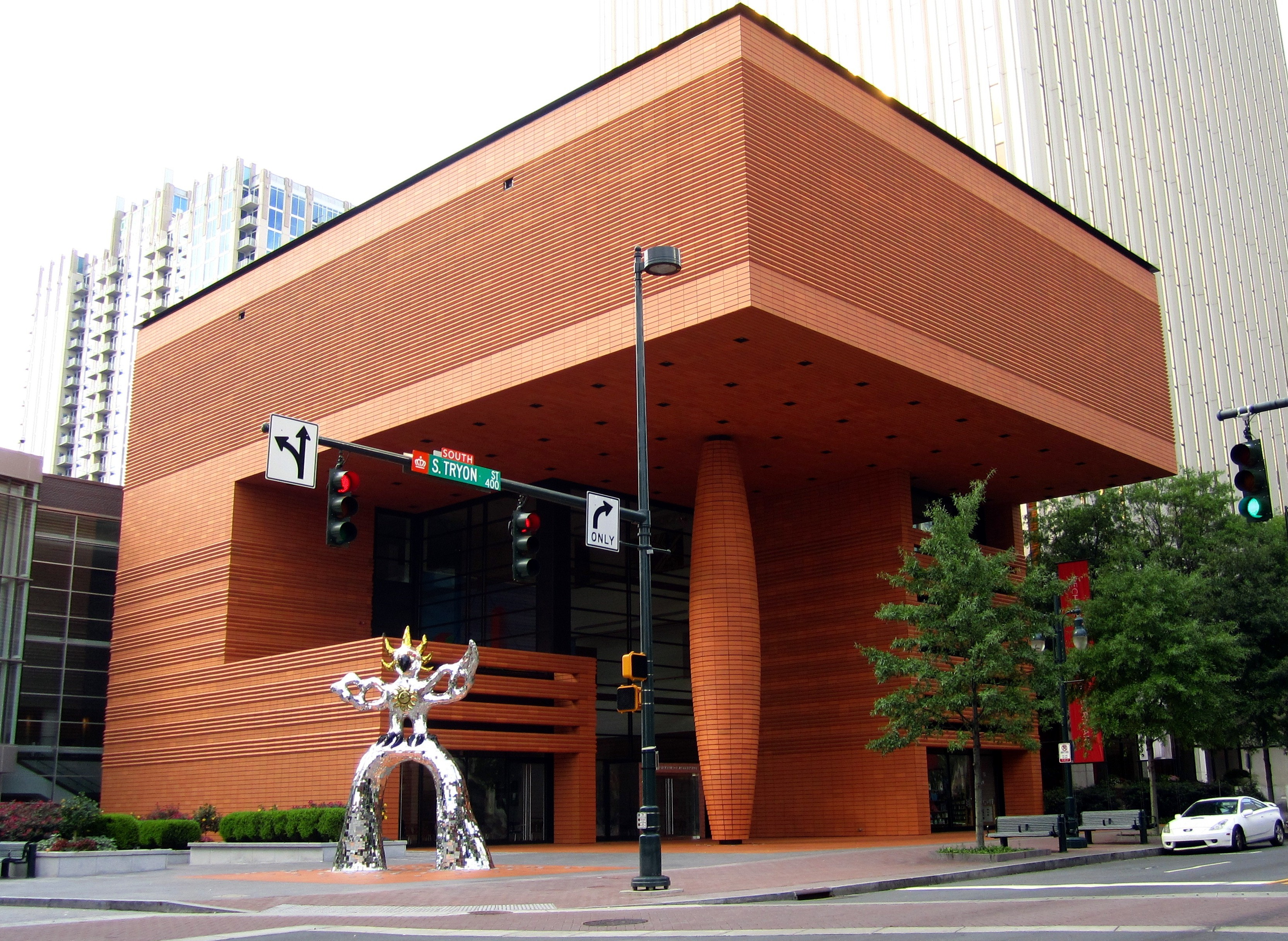
Bechtler Museum of Modern Art
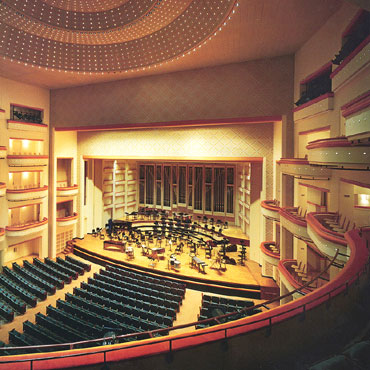
Belk Theater
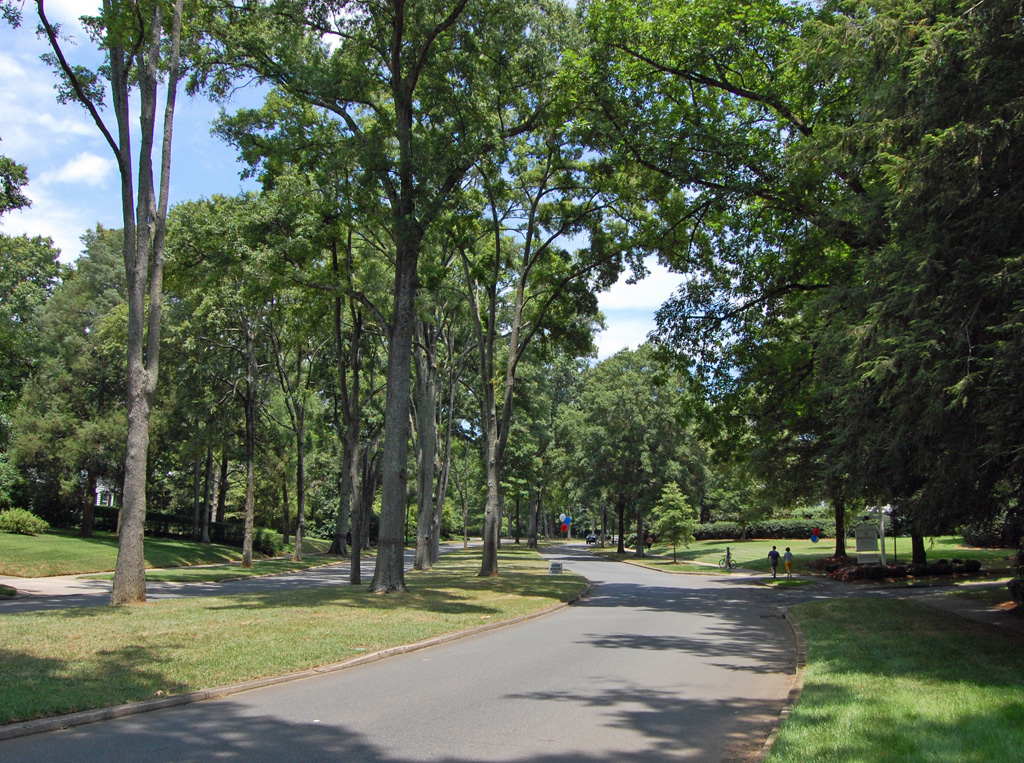
Straßenbild, Charlotte, NC

## Persönlichkeiten

### Persönlichkeiten mit Bezug zur Stadt
- Green Kendrick (1798–1873), Politiker
- Smith Miller (1804–1872), Politiker
- Rufus Barringer (1821–1895), Jurist, Politiker und Brigadegeneral der Konföderierten im Amerikanischen Bürgerkrieg
- Daniel Harvey Hill (1821–1889), Offizier im US-Heer und General im konföderierten Heer
- Alexander C. Davidson (1826–1897), Plantagenbesitzer und Politiker
- Clement Dowd (1832–1898), Politiker
- Sydenham Benoni Alexander (1840–1921), Politiker
- Arthur Smith (1921–2014), Country-Musiker
- Ivan Dixon (1931–2008), Schauspieler und Fernsehregisseur
- Sue Wilkins Myrick (* 1941), Politikerin
- Dan Fesperman (* 1955), Journalist und Schriftsteller
- Pat McCrory (* 1956), Politiker
- K-Ci & JoJo (* 1969 und * 1971), R&B Band Jodeci
- Benji Hughes (* 1975), Indie-Rock-Sänger
- Brooklyn Decker (* 1987), Model und Schauspielerin
- Stephen Curry (* 1988), Basketballspieler
- DaBaby (* 1991), Rapper

## Partnerstädte
Partnerschaften hat Charlotte mit folgenden Städten:
- Arequipa, Peru (seit 1962)
- Krefeld, Deutschland (seit 1985)
- Baoding, Volksrepublik China (seit 1987)
- Woronesch, Russland (seit 1991)
- Limoges, Frankreich (seit 1992)
- Breslau, Polen (seit 1993)
- Kumasi, Ghana (seit 1995)

Wegen des russischen Angriffskriegs gegen die Ukraine wurde die Partnerschaft mit Woronesch am 28. März 2022 vom Stadtrat von Charlotte einstimmig suspendiert.

## Klimatabelle
|                       | Jan  | Feb  | Mär   | Apr  | Mai  | Jun  | Jul  | Aug  | Sep  | Okt  | Nov  | Dez  |   |         |
| Mittl. Tagesmax. (°C) | 9,4  | 11,7 | 16,8  | 21,8 | 25,7 | 29,9 | 31,6 | 30,9 | 27,7 | 22,2 | 17,0 | 11,3 | ⌀ | 21,4    |
| Mittl. Tagesmin. (°C) | −1,3 | −0,1 | 4,1   | 8,6  | 13,6 | 18,7 | 20,9 | 20,5 | 17,2 | 10,3 | 5,3  | 0,4  | ⌀ | 9,9     |
|                       |      |      |       |      |      |      |      |      |      |      |      |      |   |         |
| Niederschlag (mm)     | 94,2 | 97,5 | 112,5 | 68,1 | 97,0 | 86,1 | 99,6 | 94,7 | 88,9 | 85,3 | 82,0 | 88,4 | Σ | 1.094,3 |
|                       |      |      |       |      |      |      |      |      |      |      |      |      |   |         |
| Regentage (d)         | 8,7  | 8,1  | 9,1   | 6,7  | 8,9  | 8,0  | 9,1  | 7,6  | 5,9  | 5,6  | 6,9  | 8,0  | Σ | 92,6    |

| −1,3 |

| −0,1 |

| 4,1 |

| 8,6 |

| 13,6 |

| 18,7 |

| 20,9 |

| 20,5 |

| 17,2 |

| 10,3 |

| 5,3 |

| 0,4 |

| −1,3 |

| −0,1 |

| 4,1 |

| 8,6 |

| 13,6 |

| 18,7 |

| 20,9 |

| 20,5 |

| 17,2 |

| 10,3 |

| 5,3 |

| 0,4 |